# Lavans-Quingey
Lavans-Quingey é uma comuna francesa na região administrativa de Borgonha-Franco-Condado, no departamento de Doubs. Estende-se por uma área de 5,9 km². Em 2010 a comuna tinha 186 habitantes (densidade: 31,5 hab./km²).